# Reunió Gymnich
Una reunió Gymnich (també fórmula Gymnich) és una reunió informal dels ministres d'Afers exteriors dels estats membres de la Unió Europea, organitzada en funció de la presidència rotatòria del Consell de la Unió Europea des de 1974 (cada sis mesos). Els ministres no estan acompanyats pels seus assistents, la qual cosa facilita la condició d'intercanvi informal i sincer d'opinions. Aquest tipus de reunions va rebre el seu nom del primer d'ells, celebrat al castell Gymnich d'Erftstadt (Rin del Nord-Westfàlia).
Va ser iniciada en 1974 pel ministre d'Afers exteriors d'Alemanya Occidental Walter Scheel amb l'objectiu inicial de remeiar el desacord a curt termini sobre la crisi del petroli, la guerra del Vietnam i l'escàndol Watergate. El format va tenir tant èxit, que es va institucionalitzar.